# Liste der Senatoren der Vereinigten Staaten aus Wisconsin
Die Liste der Senatoren der Vereinigten Staaten aus Wisconsin führt alle Personen auf, die jemals für diesen Bundesstaat dem Senat der Vereinigten Staaten von Amerika angehört haben, nach den Senatsklassen sortiert. Dabei zeigt eine Klasse, wann dieser Senator wiedergewählt wird. Die Wahlen der Senatoren der class 1 fanden im Jahr 2024 statt. Die Senatoren der class 3 wurden zuletzt im November 2022 gewählt.

## Klasse 1

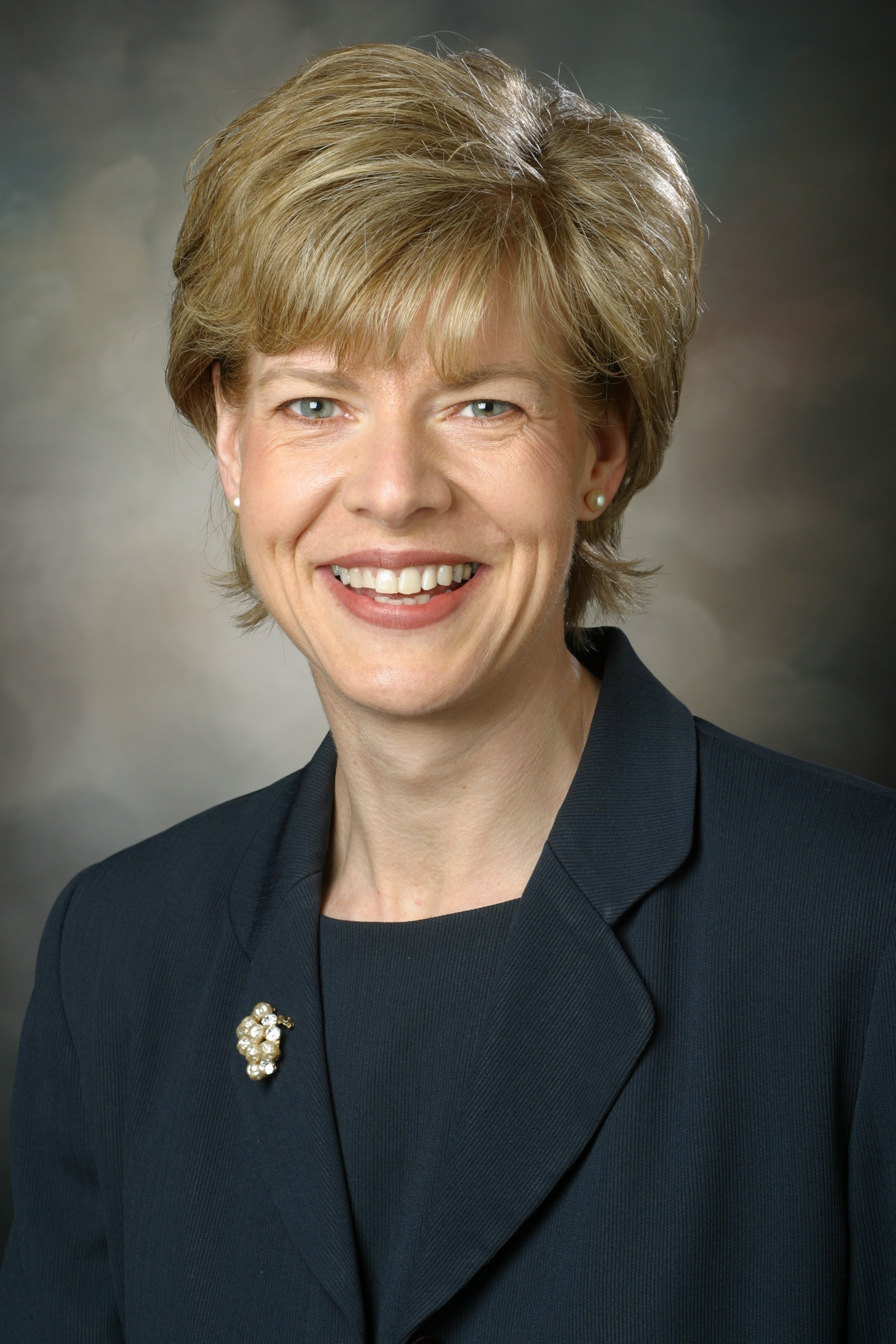
Tammy Baldwin

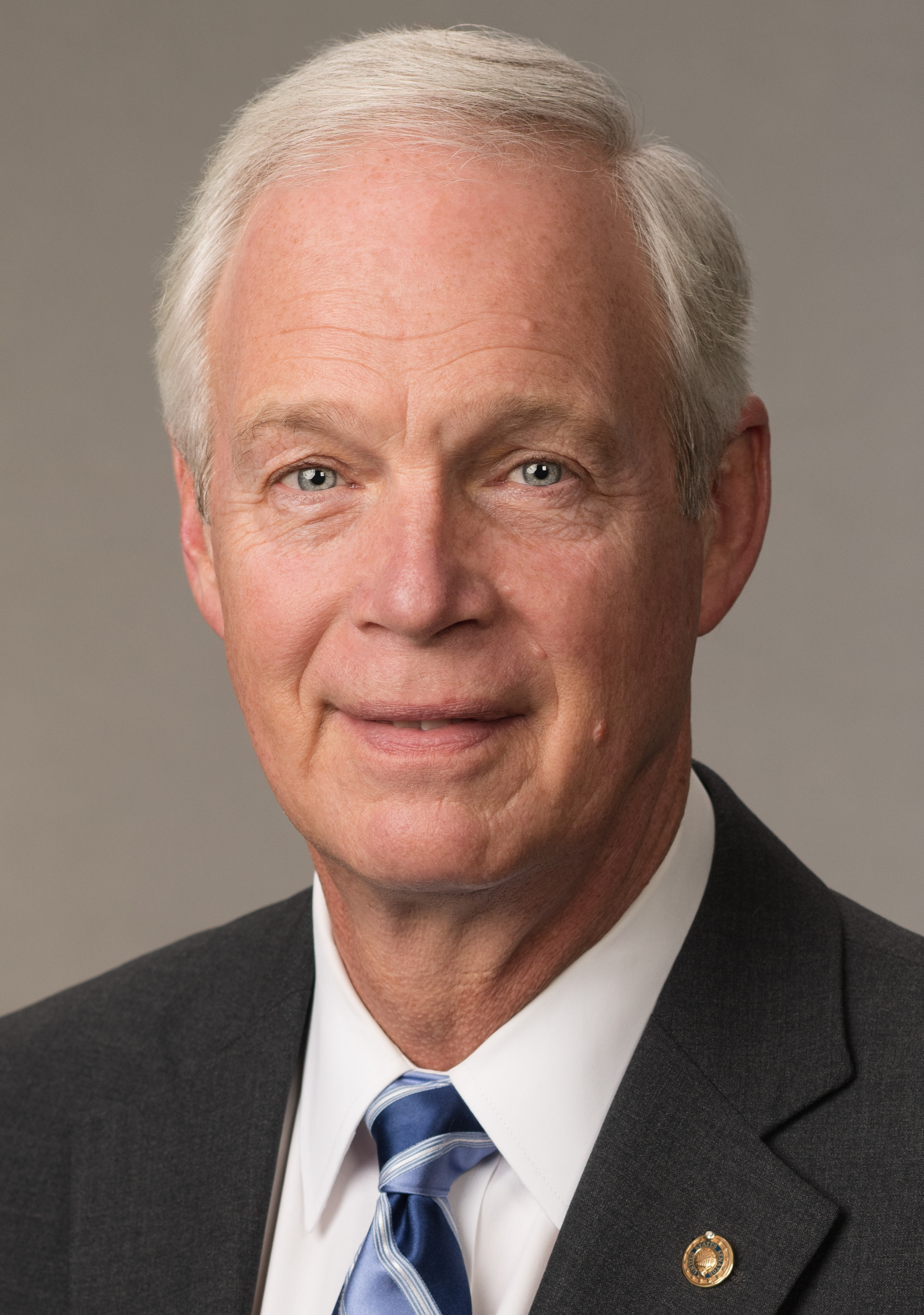
Ron Johnson

Wisconsin ist seit dem 29. Mai 1848 US-Bundesstaat und hatte bis heute 13 Senatoren der class 1 im Kongress.
| Name                          | Amtszeit  | Partei       | Lebensdaten                           |
| ----------------------------- | --------- | ------------ | ------------------------------------- |
| Henry Dodge                   | 1848–1857 | Demokrat     | 12. Oktober 1782 – 19. Juni 1867      |
| James Rood Doolittle          | 1857–1869 | Republikaner | 3. Januar 1815 – 23. Juli 1897        |
| Matthew Hale Carpenter        | 1869–1875 | Republikaner | 22. Dezember 1824 – 24. Februar 1881  |
| Angus Cameron                 | 1875–1881 | Republikaner | 4. Juli 1826 – 30. März 1897          |
| Philetus Sawyer               | 1881–1893 | Republikaner | 22. September 1816 – 29. März 1900    |
| John Lendrum Mitchell         | 1893–1899 | Demokrat     | 19. Oktober 1842 – 29. Juni 1904      |
| Joseph Very Quarles           | 1899–1905 | Republikaner | 16. Dezember 1843 – 7. Oktober 1911   |
| Robert Marion La Follette Sr. | 1905–1925 | Republikaner | 14. Juni 1855 – 18. Juni 1925         |
| Robert Marion La Follette Jr. | 1925–1947 | Republikaner | 6. Februar 1895 – 24. Februar 1953    |
| Joseph Raymond McCarthy       | 1947–1957 | Republikaner | 14. November 1908 – 2. Mai 1957       |
| Edward William Proxmire       | 1957–1989 | Demokrat     | 11. November 1915 – 15. Dezember 2005 |
| Herbert H. Kohl               | 1989–2013 | Demokrat     | 7. Februar 1935 – 27. Dezember 2023   |
| Tammy Suzanne Green Baldwin   | seit 2013 | Demokratin   | * 11. Februar 1962                    |

## Klasse 3
Wisconsin stellte bis heute 17 Senatoren der class 3, von denen einer, John Coit Spooner, zwei nicht unmittelbar aufeinander folgende Amtszeiten absolvierte.
| Name                   | Amtszeit  | Partei       | Lebensdaten                          |
| ---------------------- | --------- | ------------ | ------------------------------------ |
| Isaac Pigeon Walker    | 1848–1855 | Demokrat     | 2. November 1815 – 29. März 1872     |
| Charles Durkee         | 1855–1861 | Republikaner | 10. Dezember 1805 – 14. Januar 1870  |
| Timothy Otis Howe      | 1861–1879 | Republikaner | 24. Februar 1816 – 25. März 1883     |
| Matthew Hale Carpenter | 1879–1881 | Republikaner | 22. Dezember 1824 – 24. Februar 1881 |
| Angus Cameron          | 1881–1885 | Republikaner | 4. Juli 1826 – 30. März 1897         |
| John Coit Spooner      | 1885–1891 | Republikaner | 6. Januar 1843 – 11. Juni 1919       |
| William Freeman Vilas  | 1891–1897 | Demokrat     | 9. Juli 1840 – 27. August 1908       |
| John Coit Spooner      | 1897–1907 | Republikaner | 6. Januar 1843 – 11. Juni 1919       |
| Isaac Stephenson       | 1907–1915 | Republikaner | 18. Juni 1829 – 15. März 1918        |
| Paul Oscar Husting     | 1915–1917 | Demokrat     | 25. April 1866 – 21. Oktober 1917    |
| Irvine Luther Lenroot  | 1918–1927 | Republikaner | 31. Januar 1869 – 26. Januar 1949    |
| John James Blaine      | 1927–1933 | Republikaner | 4. Mai 1875 – 16. April 1934         |
| Francis Ryan Duffy     | 1933–1939 | Demokrat     | 23. Juni 1888 – 16. August 1979      |
| Alexander Wiley        | 1939–1963 | Republikaner | 26. Mai 1884 – 26. Mai 1967          |
| Gaylord Anton Nelson   | 1963–1981 | Demokrat     | 4. Juni 1916 – 3. Juli 2005          |
| Robert Walter Kasten   | 1981–1993 | Republikaner | * 19. Juni 1942                      |
| Russell Dana Feingold  | 1993–2011 | Demokrat     | * 2. März 1953                       |
| Ronald Harold Johnson  | seit 2011 | Republikaner | * 8. April 1955                      |